# 쇼호왕
쇼호왕(일본어: 尚豊王 상풍왕[*]; 1590년 12월 9일 ~ 1640년 6월 23일)은 류큐왕국 제2쇼씨 왕조의 제8대 류큐 국왕(재위: 1621년 ~ 1640년)이자 제14대 류큐 국왕이다. 쇼겐왕의 사위이다. 별명은 쵸쇼(朝昌)이며 신호(神號)는 테니기야스헤아지소헤(天喜也末按司添)이다.

## 가족
- 아버지: 쇼큐(尚久, 일본 이름: 킨왕자 쵸코 金武王子朝公)
- 어머니: 킨오오아지시라레 쵸씨 이쯔쿄(金武大按司志良礼 寵氏一鏡, 아명은 오모토가네 思戸金, 계명은 이쯔쿄 묘엔 一鏡妙円)[2]
- 배우자:
  - 왕비: 가자우에무라아지가나시 쇼씨 바이간(我謝上村按司加那志 向氏梅岩, 아명은 마제니가네 真銭金)
  - 계비(繼妃): 키미토요미아지카나시 바씨 란케이(君豊見按司加那志 馬氏蘭閨, 아명은 오모마우시가네 思真牛金)
  - 부인:
    - 니시노아지카나시 쇼씨 료게쯔(西之按司加那志 松氏涼月, 아명은 마나베타루가네 真鍋樽金)
    - 마베아지 고씨 란시쯔(真南風按司 呉氏蘭室, 아명은 오토미가네 乙美金)
    - 마베아지 가쿠씨 난가쿠(真南風按司 楽氏南岳, 아명은 마나베타루카네 真鍋樽金)

  - 처(妻): 요나바루아고모시라레 엔소(与那原阿護母志良礼 苑叢)
- 자녀:
  - 장남: 왕세자 쇼쿄(尚恭, 일본 이름: 우라소에왕자 쵸료 浦添王子朝良), 쇼네이왕의 세자, 1621년 폐위
  - 차남: 폐세자 쇼분(尚文, 일본 이름: 나카구스쿠왕자 쵸에키 中城王子朝益)
  - 삼남: 쇼켄왕
  - 사남: 쇼시쓰왕
  - 장녀: 슈리오오기미아지가나시 쇼씨 테쯔신(首里大君按司加那志 尚氏徹心, 아명은 오모오토가네 思乙金)
  - 차녀: 타쿠시옹주 쇼씨 햐쿠렌(沢岻翁主 尚氏碧蓮, 아명은 마나베타루가네 真鍋樽金)
  - 삼녀: 시마지리사스카사아지카나시 쇼씨 고신(島尻佐司笠按司加那志 尚氏剛心, 아명은 마니나키노에가네 真蜷甲金)
  - 사녀: 요나시로옹주 쇼씨 겐테이(与那城翁主 尚氏玄禎, 아명은 마쯔루가네 真鶴金)

## 같이 보기
- 도쿠가와 이에미쓰

| 전임자 쇼네이왕 | 제14대 류큐왕국 국왕 1621년 ~ 1640년 | 후임자 쇼켄왕 |